# Escudo de Sudáfrica
El actual escudo de Sudáfrica ha sustituido desde el 27 de abril de 2000 al que fue aprobado el 17 de septiembre de 1910. La modificación en el escudo sudafricano responde al deseo de simbolizar en él los cambios democráticos y un nuevo sentido de patriotismo.
El escudo está compuesto por un conjunto de elementos organizados en dos círculos colocados uno sobre otro. El contorno de todo el escudo en su conjunto integra los círculos inferior y superior como símbolo de infinitud. En la parte inferior aparece el lema nacional: "!KE E: /XARRA //KE" que significa en el idioma khoisan "Pueblos diversos unidos". La forma del escudo queda definida por los colmillos de elefante para cerrarse en la parte superior con una representación del horizonte, en donde aparece situado el sol naciente, conformando la figura del huevo cósmico que representa el renacimiento espiritual de la nación sudafricana. En este espacio superior, sale el pájaro serpentario que simboliza la protección del país. En el interior del escudo aparecen dos figuras humanas que se han tomado del arte rupestre khoisan. Ambas figuras se encuentran de frente en posición de saludo y señal de unidad.
En la parte superior del escudo aparecen cruzadas una lanza y un knobkierie o maza primitiva.

## Escudo 1910-2000
La primera versión del escudo de armas sudafricano, era una combinación de símbolos tomados de los escudos heráldicos de los antiguos cuatro estados.
El Escudo es cuartelado, en el primer cuartel en campo de gules, la figura de la Esperanza con un ancla todo en plata, traído del escudo de la antigua Colonia del Cabo de Buena Esperanza. Los dos ñúes al natural en campo dorado del segundo cuartel provienen de la Colonia de Natal. El tercer cuartel, como el segundo de oro fue el símbolo del Estado Libre de Orange. El coche de plata sobre campo de sinople deriva de la República de Transvaal.
Los tenantes también provienen de las armas de las colonias de Río Orange y Cabo. Finalmente el escudo está timbrado por un yelmo de plata con lambrequín en plata y gules sobre el que se encuentra como cimera un león de gules linguado y uñado en azur.
La divisa, EX UNITATE VIRES, es una locución latina que se puede traducir aproximadamente como La unión hace la fuerza.

## Escudos históricos

Escudo de armas de la República de Transvaal (1881-1902)
Escudo de armas de la Unión Sudafricana (1910-1930)
Escudo de armas de la Unión Sudafricana (1930-1932)
Escudo de armas de la Unión Sudafricana y República de Sudáfrica (1932-2000)

## Diseño oficial

Diseño oficial (con diferentes colores): divisa de suboficial de 2.ª clase del Ejército sudafricano.

## Repúblicas Bóer

República de Transvaal
Estado libre de Orange
República de Stellaland
Nueva República
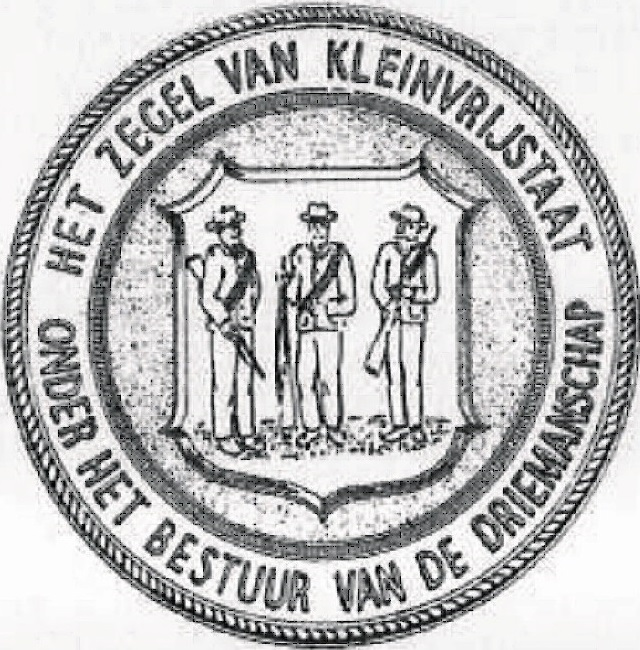
Pequeño Estado Libre

## Colonias

Colonia de Transvaal
Colonia del Río Orange
Colonia de Natal
Colonia del Cabo

## Bantustanes

Bofutatsuana
Ciskei
Gazankulu
KaNgwane
KwaNdebele
KwaZulu
QwaQwa
Transkei
Venda

## Escudos de armas provinciales

### 1910-1994
Entre 1910 y 1994, Sudáfrica se divide en cuatro provincias, Provincia del Cabo, Natal, Estado Libre de Orange y Transvaal. Estas provincias tenían su propio escudo de armas.

Escudo de armas de la Provincia del Cabo
Escudo de armas del Estado Libre de Orange
Escudo de armas de Transvaal
Escudo de armas de Natal

### 1994-presente
En abril de 1994, Sudáfrica se divide en nueve provincias. A cada provincia se le otorgó un escudo de armas, en la mayoría de los casos diseñado por el Heraldista del Estado, Frederick Brownell.

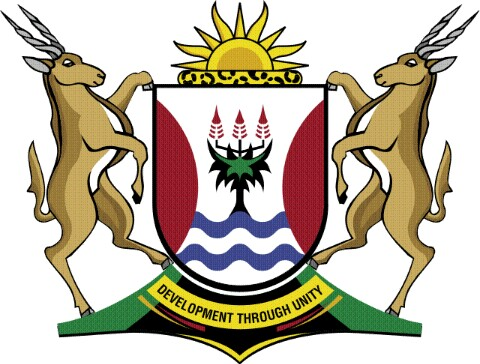
Escudo de armas del Cabo Oriental
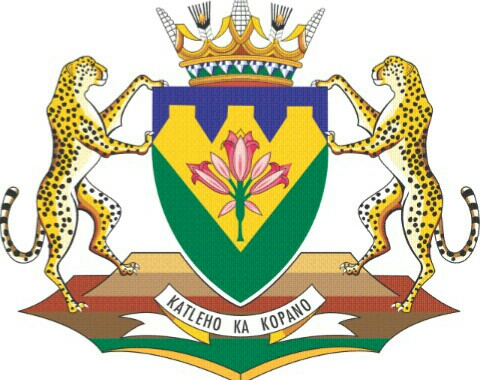
Escudo de armas de la Provincia del Estado Libre
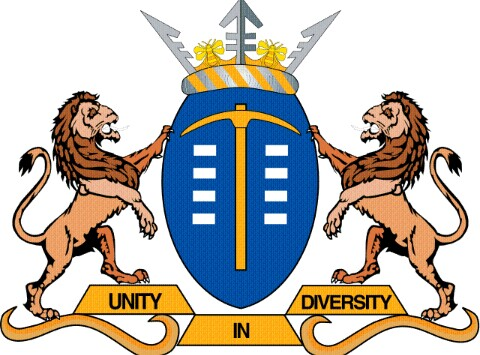
Escudo de armas de Gauteng
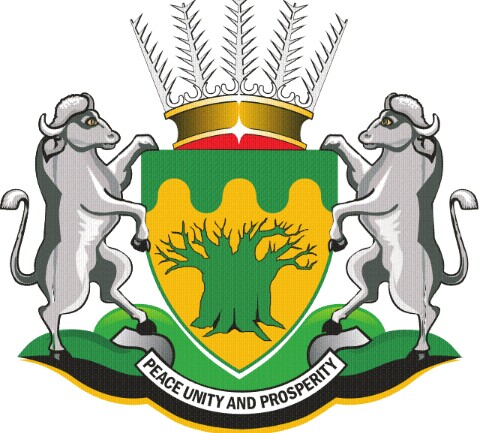
Escudo de armas de Limpopo
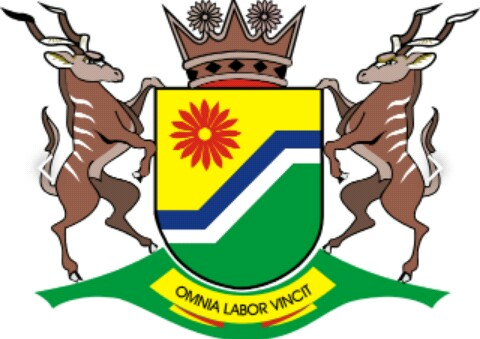
Escudo de armas de Mpumalanga
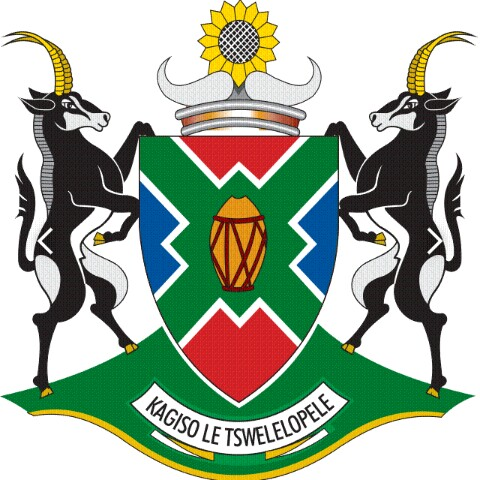
Escudo de armas de la Provincia del Noroeste
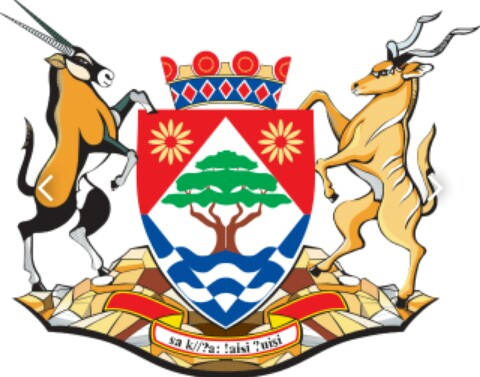
Escudo de armas del Cabo del Norte